# فرانز بومه
فرانز بومه (بالألمانية: Franz Böhme)‏ (و. 1885 – 1947 م) هو جندي، وضابط من النمسا، وألمانيا النازية، ويحمل رتبة عسكرية كولونيل عام، توفي في نورنبرغ، عن عمر يناهز 62 عاماً، بسبب سقوط.

## الخدمة العسكرية
خدم في الجيش النمساوي المجري.

## جوائز
حصل على جوائز منها:
- وسام الفارس الصليبي الحديدي
- وسام الاستحقاق البافاري.